# Corona (Spiel)
Corona ist ein Brett- und Denkspiel des Spieleautors Alex Randolph, das 1974 beim Otto Maier Verlag / Ravensburger in deren Casino-Serie erschien. Die Spieler versuchen, auf einem kreisförmigen Spielplan durch den geschickten Einsatz eines Würfelergebnisses beim Ziehen vorhandener Spielfiguren die maximale Anzahl von Punkten und Chips zu gewinnen. 
1981 erschien das Spiel zudem als Moonstar bei Avalon Hill in den Vereinigten Staaten sowie 1984 als Harun in der Edition Perlhuhn von Reinhold Wittig und 1993 als Orbit bei Kosmos Spiele. Dabei unterschieden sich die verschiedenen Spiele vor allem in der Anzahl und Qualität der gestellten Aufgaben.

## Thema und Ausstattung
Das Spiel Corona erschien als abstraktes Denkspiel ohne aufgesetztes Thema. Die Folgespiele Moonstar, Harun und Orbit nutzen jeweils ein astronomisches Thema und  damit die Kreisform des Spielfelds als Umlaufbahnen um eine Sonne oder einen Planeten. Es ist ein reines Denkspiel, bei dem die Spieler ausgehend von einer für alle gleichen Ausgangslage ihre Züge vorausberechnen und ihren zu erreichenden Punktestand abschätzen müssen, um so die maximale Punktezahl zu erreichen.
Das Spielmaterial von Corona besteht neben einer Spielanleitung aus einem Spielplan mit einer kreisförmigen Anordnung von 12 Kreisen als Spielfeld. Hinzu kommen sechs Spielfiguren, sechs farbige Würfel, sechs farbige Markierungssteine, eine Sanduhr als Zeitgeber für eine Minute sowie 120 Spielchips.

## Spielweise

### Spielvorbereitung
Vor Beginn des Spiels wird der Spielplan zusammen mit dem anderen Spielmaterial in der Tischmitte platziert. Jeder Spieler bekommt so viele Chips, wie es der doppelten Spieleranzahl plus zwei entspricht. Zuletzt wird ein Startspieler ausgewürfelt.

### Spielablauf
Der Startspieler beginnt das Spiel, indem er die sechs Spielfiguren beliebig auf den Feldern des Spielfeldes verteilt, wobei auch mehrere Figuren in einem Feld stehen dürfen. Danach wirft er die sechs farbigen Würfel und dreht zuletzt die Sanduhr um.
Alle Spieler haben nun eine Minute Zeit, über ihre Züge nachzudenken. Durch die Position der Spielfiguren auf dem Spielbrett und die Augenzahlen der Würfel wird die Ausgangssituation des Spiels definiert. Jeder Spieler versucht, jeder Spielfigur höchstens einen Würfel zuzuordnen, um diese dann die entsprechende Anzahl von Feldern im Uhrzeigersinn in Gedanken zu ziehen. Immer dann, wenn eine Figur auf einem Feld mit mindestens einer anderen Figur endet, bekommt er für jede nun dort stehende Figur einen Punkt (maximal sechs Punkte bei fünf zusätzlichen Figuren). Alle Spieler überlegen sich die Zuordnung der Würfel zu den Figuren und die Reihenfolge der Züge und rechnen aus, wie viele Punkte sie damit erreichen würden. Dabei müssen nicht alle Würfel genutzt werden. Die maximale Punktzahl liegt bei 20, wenn es dem Spieler gelingt, alle Figuren nacheinander auf ein Feld zu bringen.
Innerhalb einer Minute kann jeder Spieler eine Punkteschätzung abgeben. Der Spieler mit dem höchsten Gebot gewinnt die Bietrunde; haben zwei Spieler das gleiche Gebot abgegeben, gewinnt sie der Spieler, der sein Angebot zuerst abgegeben hat. Gibt es nach einer Minute keine Gebote, endet die Runde ergebnislos und der Startspieler positioniert die Spielfiguren neu und würfelt erneut.
Der Spieler, der die Bietrunde gewonnen hat, muss nun zeigen, dass er die angegebene Punktzahl tatsächlich erreichen kann. Er markiert die Spielfiguren mit den farbigen Markierungssteinen entsprechend der Würfelfarbe, wobei nicht alle Figuren markiert werden müssen. Danach zieht der Spieler in von ihm gewählter Reihenfolge jede markierte Figur entsprechend der Augenzahl des Würfels gleicher Farbe und entfernt den Markierungsstein. Die dabei gewonnenen Punkte werden immer direkt nach dem Ziehen einer Figur notiert und addiert. Erreicht oder übertrifft der Spieler die von ihm gebotene Punktezahl, gewinnt er die Runde und erhält von jedem Spieler einen Chip. Gelingt es ihm nicht, verliert er die Runde und zahlt je einen Chip an jeden Mitspieler, zudem darf er in der nächsten Runde nicht mitbieten (erhält jedoch einen Chip, wenn der Spieler der nächsten Runde ebenfalls verliert, oder muss einen Chip bezahlen, wenn dieser gewinnt).
Die nächste Runde beginnt nach der Auszahlung, dabei wird die neue Ausgangssituation von dem Spieler links vom Startspieler bestimmt. Das Spiel endet, wenn eine vorher vereinbarte Anzahl von Spielrunden oder eine vereinbarte Spielzeit erreicht ist. Alternativ endet das Spiel, wenn ein Spieler sein Startkapital aufgebraucht oder ein Spieler sein Kapital verdoppelt hat. Sieger des Spiels ist in allen Fällen der Spieler, der zum Spielende die meisten Chips besitzt.

## Veröffentlichung und Rezeption
Das Spiel Corona wurde von Alex Randolph entwickelt und erschien 1974 beim Otto Maier Verlag / Ravensburger in deren Casino-Serie. 1981 erschien das Spiel zudem als Moonstar bei Avalon Hill in den Vereinigten Staaten sowie 1984 als Harun in der Edition Perlhuhn von Reinhold Wittig und 1993 als Orbit bei Kosmos Spiele. Dabei sind sowohl Harun wie auch Orbit als Spielesammlung um das Corona-Spiel aufgebaut, wobei das zentrale Spiel allerdings abgespeckt wurde.
Laut Wieland Herold sind Corona und Orbit „Hirnverzwirbler der Extraklasse. Für die einen ist das Vergnügen pur, für andere extreme Anstrengung.“ Alex Randolph selbst schrieb zu den Spielen: „In diesen drei Spielen scheint alles durch den so genannten ‚Zufall‘ bestimmt zu sein; doch spielt ‚Glück‘ überhaupt keine Rolle. In jeder Runde geben Würfel (also das Schicksal) eine Ausgangssituation.“
1999 veröffentlichte Alex Randolph mit dem Spiel Rasende Roboter ein weiteres Brettspiel, das auf der Zugmechanik des ebenfalls von ihm entwickelten Spiels Die verbotene Stadt aufbaut, wobei die Spieler auch dort wie bei Corona ihre Züge vorausberechnen und einen Tipp für einen optimalen Zug abgeben und diesen beweisen müssen.

## Belege
1. 1 2 3 4 5 6 7 8  Corona, Spieleanleitung, Ravensburger 1974.
2. 1 2  Corona, Versionen bei BoardGameGeek. Abgerufen am 26. Juli 2020.
3. ↑  Moonstar in der Spieledatenbank BoardGameGeek (englisch); abgerufen am 26. Juli 2020
4. ↑  Harun in der Spieledatenbank BoardGameGeek (englisch); abgerufen am 26. Juli 2020
5. 1 2 3  Wieland Herold: ORBIT, Rezension von 1993, eingestellt als Rückblick, 26. Juli 2020; abgerufen am 26. Juli 2020